# Kamienna Karczma
Kamienna Karczma est une localité polonaise de la gmina rurale de Kaliska située dans le powiat de Starogard en voïvodie de Poméranie. Elle se trouve à environ 22 kilomètres à l'ouest de Starogard Gdański et 58 km au sud-ouest de la capitale régionale Gdańsk.

## Géographie

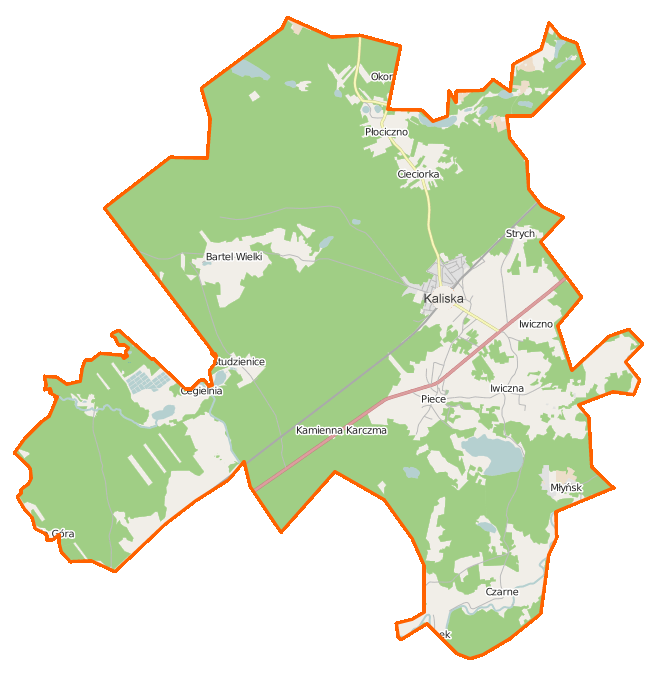
Carte de la gmina de Kaliska.